# El juicio final (1992)
El juicio final es un cortometraje del año 1992 dirigido por Gustavo Fuertes. En él, asumió diferentes trabajos: como guionista, productor, efectos especiales, caracterizaciones de maquillaje, montador, etc. El juicio final fue el primer cortometraje rodado en España en Dolby Stereo. Fue exhibido por medio mundo obteniendo una Placa de Plata en el Festival Internacional de Cine de Chicago.

## Sinopsis
Tratado con un sentido del humor bastante cínico, y como parodia teatral, cuenta la historia de un piloto, único superviviente de una supuesta guerra mundial, que se verá enfrentado a Dios, la Muerte, y el Tiempo, en lo que será su Juicio Final. Se mostraba por primera vez al personaje de Dios interpretado por una mujer.

## Influencias
Manifestaba como referencia una visión irónica de la primera Guerra del Golfo que presuntamente acababa de terminar.